# 1940 en bande dessinée
| Années de la bande dessinée : 1937 - 1938 - 1939 - 1940 - 1941 - 1942 - 1943    |
| Décennies de la bande dessinée : 1910 - 1920 - 1930 - 1940 - 1950 - 1960 - 1970 |

Cet article présente les faits marquants de l'année 1940 en bande dessinée.

## Évènements
- janvier : premier super-héros patriote : The Shield édité par MLJ
- Création par Gardner Fox et Harry Lampert du personnage Flash dans Flash Comics #1ae janvier. Dans ce même comics Gardner Fox et Dennis Neville créent Hawkman.
- avril :
  - Premières apparitions du Joker et de Catwoman dans Batman Comics n°1.
  - Robin rejoint Batman pour la première fois dans Detective Comics #38.
- 7 juin : Première apparition de Daisy Duck dans le dessin animé Mr. Duck Steps Out.
- juin : Première apparition de Le Spirit de Will Eisner
- juillet : Aux États-Unis, apparition du premier Green Lantern dans All-American Comics #16.
- décembre 1940 : Première apparition de Captain America de Joe Simon et Jack Kirby.
- Sortie de Bibor et Tribar par Rob-Vel, premier album des éditions Dupuis.
- Première apparition dans Whiz Comics n°2 de Captain Marvel créé par C. C. Beck

## Nouveaux titres
Voir aussi : Albums de bande dessinée sortis en 1940.

### Franco-Belge
| Sortie | Titre       | Scénariste | Dessinateur | Coloriste | Éditeur |
| ------ | ----------- | ---------- | ----------- | --------- | ------- |
| ?      | à compléter |            |             |           |         |
| ?      | …           |            |             |           |         |

### Comics
| Sortie | Titre       | Scénariste | Dessinateur | Coloriste | Éditeur |
| ------ | ----------- | ---------- | ----------- | --------- | ------- |
| ?      | à compléter |            |             |           |         |
| ?      | …           |            |             |           |         |

### Mangas
| Sortie | Titre       | Scénariste | Dessinateur | Coloriste | Éditeur |
| ------ | ----------- | ---------- | ----------- | --------- | ------- |
| ?      | à compléter |            |             |           |         |
| ?      | …           |            |             |           |         |

## Naissances
- 17 avril : Claire Bretécher
- 22 mars : Spain Rodriguez
- 1er mai : Alex Niño
- 15 mai : John Verpoorten, dessinateur de comics
- 30 mai : Jan Lööf
- 31 mai : Gilbert Shelton
- 23 juin : Nicole Claveloux
- 17 septembre : Édika
- 20 octobre : Nikita Mandryka
- 1er novembre : Richard Corben
- 22 novembre : Roy Thomas

## Décès
- Novembre 1940 : Ted Thwaites, dessinateur de comics
- Philip Francis Nowlan, créateur de Buck Rogers